# エイモス・ギャレット
エイモス・ギャレット（英語: Amos Garrett、1941年11月26日 - ）はアメリカ合衆国およびカナダのブルース、ブルースロックのミュージシャンであり、ギタリスト、シンガー、作曲家、編曲家である。彼は音楽とギターに関する教則本を執筆している。ギャレットは、二重国籍を有しており、トロント、モントリオールで幼少期を過ごしている。
彼の最もよく知られた仕事はマリア・マルダーの「Midnight at the Oasis(邦題：真夜中のオアシス)」とアルバム  ポール・バターフィールズ・ベター・デイズ収録の「Please Send Me Someone To Love」におけるギター・ソロがあげられる。彼の執筆した音楽書には「Amos Garrett—Stringbending: A Master Class」などがある。
キャリアを通じ、ギャレットはスティーヴィー・ワンダー、トッド・ラングレン、パールズ・ビフォア・スワイン、エミルー・ハリス、ロドニー・クロウェル、ボニー・レイット、マーティン・マルなど、150を超えるアーティストとのレコーディングを経験している。アン・マレーのヒット曲「Snowbird」でもプレイしている。
レッド・ツェッペリンのギタリストのジミー・ペイジは、1975年のローリング・ストーンのインタビューにおいて、お気に入りのアメリカのギタリストのひとりとしてギャレットの名を挙げている。

## 来歴
ギャレットは、1941年11月26日、デトロイトに生まれた。5歳のときトロントに移住しトロント王立音楽院でトロンボーンを学ぶ。ギターを弾くようになったのは12歳のときモントリオールに移住した後だった。
1962年にトロントに戻ると、フォーク・ロックのバンド、ダーティー・シェイムズに加入。その後、ベアズヴィル・レコードからアルバムをリリースするイアン＆シルヴィア・タイソンの新バンド、グレイト・スペックルド・バードに加入した。
1970年、アン・マレーの「Snowbird」のレコーディングに参加。同年ニューヨーク州のウッドストックに居を移し、マリア・マルダー、トッド・ラングレン、ポール・バターフィールド、ジェシー・ウィンチェスターらとツアー、レコーディングを行なうようになった。1972年リリースのボビー・チャールズのファースト・アルバム『Bobby Charles』にも参加している。
その後ギャレットは2年ほどの期間をボストンで過ごしたあと、サンフランシスコへ移住。1978年までマリア・マルダーと共演を続け、同年ジェフ・マルダーと組んだアルバム『Geoff Muldaur & Amos Garrett』でデュオとしてながら自己名義でのレコーディング・デビューを果たした。その後、カナダのレーベル、ストーニー・プレインより順調にリリースを重ねた。1989年にダグ・サーム、ジーン・テイラーと制作したアルバム『The Return of the Formerly Brothers』は、ジュノー賞の最優秀ルーツ/トラディショナル・アルバム賞を受賞した。
2000年以降も作品は作り続けている。2004年にはスウィング、カントリー、ブルース、並びにアメリカのスタンダード曲を演奏した『Acoustic Album』をリリース。2008年の『Get Way Back: A Tribute to Percy Mayfield』では、独自の解釈でブルースのソングライターとして知られるパーシー・メイフィールドの楽曲を取り上げてみせた。

## ディスコグラフィー
- 1978年 『Geoff Muldaur & Amos Garrett』 (Flying Fish) ※with Geoff Muldaur
- 1979年 『Live In Japan』 (Yupiteru)  ※with Geoff Muldaur
- 1980年 『Go Cat Go』 (Flying Fish)
- 1982年 『Amosbehavin'』 (Stony Plain)
- 1989年 『I Make My Home In My Shoes』 (Stony Plain)
- 1989年 『The Return of the Formerly Brothers』 (Stony Plain) ※with Doug Sahm & Gene Taylor
- 1992年 『Third Man In』 (Stony Plain)
- 1996年 『Off The Floor Live!』 (Stony Plain)
- 2004年 『Acoustic Album』 (Stony Plain)
- 2008年 『Get Way Back : A Tribute To Percy Mayfield』 (Stony Plain)
- 2015年 『Guitar Heroes』 (Stony Plain) ※with James Burton, Albert Lee & David Wilcox[8][6]